# Свети Димитър (Чебрен)
Вижте пояснителната страница за други значения на Свети Димитър.
„Свети Великомъченик Димитър“ или „Свети Димитрий“ (на македонска литературна норма: „Свети Димитар“, „Свети Димитриј“) е средновековна църква в Северна Македония, част от Преспанско-Пелагонийската епархия на Македонската православна църква – Охридска архиепископия. „Свети Димитър“ е главната манастирска църква на Чебренския манастир. В миналото тя е доста богата и грандиозна църква в комплекса. Днес тя е възстановена, но в по-малки размери, а нейният иконостас датира от XV век и е обновен в XIX век.

## История
Църквата не е добре проучена и не е известен периодът на изграждането ѝ. В историографските прегледи на средновековните църкви и манастири само се споменава.
Църквата произхожда от първите десетилетия на XIV век. През втората половина на XIV век в Прилепско и Пелагония действа монашеската зографска тайфа на митрополит Йоан Зограф и брат му йеромонах Макарий, но все още няма информация кой е изографисал църквата, тъй като живописта от този период не е запазена. През XVI век Охридската архиепископия изпада в тежка политическа и икономическа ситуация, така че архиепископ Гавриил Охридски, заедно с пелагонския и прилепския митрополит, пътува до Русия, за да търси финансова и друга помощ от руския цар Фьодор Иванович. Поисканата от тях парична помощ е предназначена за подпомагане на изтощеното християнско население и за възстановяване на църквите и манастирите, което означава, че църквата е възстановена с усилията на архиепископа и местните епископи. Днес църквата е преустроена с по-малки размери върху основите на стария храм, като от първоначалната сграда е запазена централната дълбока апсида.

## Архитектура
Сградата на църквата е с правоъгълна основа с централна дълбока апсида от източната страна, която е преустроена върху ранновизантийската през XIV век с размери 2,4 m и част от източната стена. Входът е от западната страна. Вътре в църквата има иконостас, който произхожда от XV век и е реставриран през XIX век. Църквата е изградена от камък и е покрита с дървен покрив, над който има покрив от керемиди.

## Живопис
Няма данни кога е изписана църквата и това не може да се определи дори чрез хронологична съпоставка. Иконографията на запазената живопис обаче води до извода за нейната прилика с живописта на църкви от ХV век като църквата „Света Богородица Елеуса“ в село Нивици в Голем Преспа от 1451/1452 година, църквата „Свети Илия“, църквата „Възнесение Христово“ край село Вишни край Струга и други. Следователно може да се предположи, че живописта в апсидата може да е от периода, когато църквата е построена над ранновизантийската, тоест през първата половина на XIV век. Днес живописта е изключително занемарена, избеляла и замърсена.
В олтарното пространство е запазена живопис от ХVІ век, когато църквата е реставрирана и изписана отново. От изписаната повърхност в апсидата долната част на цокъла е непълно запазена. Освен това са запазени няколко правоъгълни полета, обрамчени с тъмносив цвят, а в полетата има белезникава основа, върху която са изрисувани букети от червени и светлосини цветя. Над цокъла в първата зона е изобразена сцената „Поклонение на жертвата“, вероятно с архиерейската свита на Свети Григорий, Василий Велики, Йоан Златоуст и ангел. Сцената „Поклонение на жертвата“ започва да се изобразява от времето на назначаването на архиепископ Лъв I Охридски в 1037 година, период на неговите христологични дебати с римското духовенство. Поклонението на жертвата е символичен начин за представяне на Евхаристията, тоест алюзията към Тайната вечеря, която установява акта на приемане на Исус Христос като евхаристийна жертва. В края на краищата това е евхаристийна сцена, която е произлиза от темата за службата на Свети Василий Велики и по-късно става редовно съдържание в долната зона на апсидата във византийските църкви. Фигурите от живописта не са напълно запазени. Във втория пояс е показана сцената „Причастие на апостолите“, където Иисус е представен как се причастява с вино отляво и хляб от дясно. В горната част над всеки светец е изрисувана дъгообразна рамка с червен цвят, напомняща иконостасните епистили от XVI-XVII век. От третата зона в сферата на апсидата е запазена малка част от живопис с неясна сцена - вероятно е изображение на Дева Мария с Иисус. Зоните са разделени с тъмночервена ивица от 5 cm.
Поради лоша видимост е невъзможно да се различат всякакви подписи, надписи и дори не може да се направи по-прецизен анализ на рисунката и използваната цветова палитра. Техниката на рисуване вероятно е фреско. Облеклата и фигурите са рисувани предимно в жълтоа охра, кафяви, оранжеви и белезникави тонове, а основите са боядисани в парижко синьо в първата зона, ултрамарин във втората зона в горните части и жълта охра в долните части. Фигурите на светците са внимателно обработени, особено фигурата на ангела и Иисус Христос с подчертана експресия на охра, кафяви и меки маслинени тонове, характерни за старовизантийския стил. Дрехите са графично драпирани в светли и тъмни тонове на избрания цвят, за да покаже пищната драперия чрез маркиране на светли и сенчести зони.